# Белов, Иван Леонович
Ива́н Лео́нович Бело́в (22 ноября 1918, Кулотино, Новгородская губерния — 1987, Бологое, Калининская область) — советский офицер, участник Великой Отечественной войны в должности заместителя командира батальона 631-го стрелкового полка 159-й стрелковой дивизии 5-й армии 3-го Белорусского фронта. Капитан, Герой Советского Союза (24.03.1945).

## Биография
Родился 22 ноября 1918 года в деревне Кулотино Линьевского (Линского) сельсовета Молвотицкой волости Демянского уезда Новгородской губернии в семье крестьянина. Русский. Окончил среднюю школу. Работал почтальоном, литературным сотрудником в районной газете.
В 1938 году призван в ряды Красной армии. Участник освободительного похода в Западную Украину 1939 года и советско-финской войны 1939—1940 годов. В боях Великой Отечественной войны с июня 1941 года. Воевал на Калининском, 3-м Белорусском фронтах. Был четырежды тяжело ранен.
В полковой школе курсант И. Л. Белов осваивал военное дело и продолжал самообразование, а в освободительном походе в Западную Украину участвовал уже помощником командира взвода. Зимой 1940 года — бои на Карельском перешейке. В схватке с неприятелем 6 марта 1940 года он получил сквозное пулевое ранение в ногу.
В ленинградском госпитале врачи, опасаясь гангрены, приняли решение об ампутации ноги. Раненый буйно запротестовал. Ногу удалось вылечить, однако, медицинская комиссия определила инвалидность и вынесла заключение — к службе не годен.
И. Л. Белов, несмотря на полученную инвалидность, прибыл в родную часть и, после просьб, был принят. Рана зажила, и командование направило выздоравливающего в Киев на окружные интендантские курсы.
C началом Великой Отечественной рассуждать о ранах было некогда. И. Л. Белов пошёл на фронт. Он — делегат связи 664-го стрелкового полка 130-й стрелковой дивизии. 10 октября 1941 года части дивизии выходили из окружения. В тот день И. Л. Белов был тяжело ранен, но оружия из рук не выпустил. И снова госпиталь. И опять он ничего иного не желал, кроме возвращения на фронт.
22—23 июня 1944 года 159-я дивизия прорвала немецкую оборону в Лиозненском районе Витебской области. Под ураганным огнём противника капитан И. Л. Белов форсировал реку Суходровка, умело маневрируя, зашёл с правого фланга немецкой обороны и смелым, неожиданным броском вместе с бойцами батальона ворвался во вражескую траншею.
В гранатном бою и рукопашной схватке разгромил до двух рот немецкой пехоты, захватил шесть пулемётов. Воспользовавшись паникой во вражеских рядах, капитан И. Л. Белов повёл батальон на штурм вторых и третьих немецких траншей, занял их, обеспечив тем самым успех наступающему полку.
Продолжая наступление, он скрытно вывел 6-ю роту к реке Неман, переправился с нею на западный берег севернее литовского города Алитус, в тяжёлом трехчасовом бою сломил сопротивление гитлеровцев и удерживал плацдарм до подхода главных сил. При отражении контратак врага капитан И. Л. Белов противотанковой гранатой подбил самоходную пушку, получил тяжёлое ранение, но поля боя не покинул.
Указом Президиума Верховного Совета СССР от 24 марта 1945 года за мужество и героизм, проявленные при форсировании Немана и удержании плацдарма на его западном берегу капитану Белову Ивану Леоновичу присвоено звание Героя Советского Союза с вручением ордена Ленина и медали «Золотая Звезда» (№ 7188).
После окончания Великой Отечественной войны в запасе. Жил в городе Бологое Тверской области. Умер в 1987 году. Похоронен в городе Бологое.

## Награды
- Медаль «Золотая Звезда» Героя Советского Союза (24.03.1945; № 7188)
- Орден Ленина (24.03.1945)
- Орден Отечественной войны I степени (6.04.1985)
- Орден Отечественной войны II степени (17.08.1944)
- Медали, в том числе:
  - Медаль «За победу над Германией в Великой Отечественной войне 1941—1945 гг.»
  - Юбилейная медаль «Двадцать лет Победы в Великой Отечественной войне 1941—1945 гг.»
  - Юбилейная медаль «Тридцать лет Победы в Великой Отечественной войне 1941—1945 гг.»
  - Юбилейная медаль «Сорок лет Победы в Великой Отечественной войне 1941—1945 гг.»